# Hans Mulder
Hans Mulder (Amsterdam, 27 aprile 1987) è un ex calciatore olandese, di ruolo centrocampista.